# Tchagra tchagra
Tchagra tchagra là một loài chim trong họ Malaconotidae.